# Landtagswahlkreis Recklinghausen III
Der Landtagswahlkreis Recklinghausen III ist ein Landtagswahlkreis in Nordrhein-Westfalen. Er umfasst seit der Neueinteilung der Wahlkreise für die Landtagswahl in Nordrhein-Westfalen 2022 vom Kreis Recklinghausen die Städte Stadt Datteln mit den Stadtbezirke Ahsen und Ostleven, die Städte Dorsten und Haltern am See zur Gänze und von Marl den Stadtteil Polsum. Er war bei der Wahl der einzige Wahlkreis im Kreis Recklinghausen, in dem die CDU das Direktmandat gewann.
Die Wahlkreiseinteilung wurde in der Vergangenheit oft verändert. Bei seiner Neugründung umfasste der Wahlkreis Recklinghausen III die Gemeinden Datteln, Haltern und Oer-Erkenschwick, später kam ein Teil von Dorsten hinzu. Bei der Landtagswahl 2000 umfasste er dann die Gemeinde Herten und Teile von Marl, was in etwa dem Gebiet des heutigen Wahlkreises Recklinghausen II entspricht.

## Landtagswahl 2022
(Quelle: )
| Direktkandidat    | Partei | Erststimmen in % | Zweitstimmen in % |
| ----------------- | ------ | ---------------- | ----------------- |
| Josef Hovenjürgen | CDU    | 44,46            | 42,30             |
| Sandy Meinhardt   | SPD    | 27,48            | 26,57             |
| Lutz Ludwig       | FDP    | 4,52             | 4,99              |
| Daniel Zerbin     | AfD    | 6,04             | 5,63              |
| Maya Wischnewski  | Grüne  | 13,92            | 14,41             |
| Lisa Ellermann    | LINKE  | 1,55             | 1,33              |
| Manuel Seth       | PARTEI | 2,03             | 1,04              |

Josef Hovenjürgen war zuvor 2017 im Wahlkreis Recklinghausen IV direkt gewählt worden.

## Landtagswahl 2017
Wahlberechtigt waren 93.570 Einwohner.
| Direktkandidat           | Partei  | Erststimmen in % | Zweitstimmen in % |
| ------------------------ | ------- | ---------------- | ----------------- |
| Michael Hübner           | SPD     | 40,7             | 36,7              |
| Martin Lange             | CDU     | 33,0             | 29,4              |
| Elke-Marita Stuckel-Lotz | GRÜNE   | 2,9              | 3,7               |
| Christine Dohmann        | FDP     | 6,9              | 9,9               |
| Thomas Weijers           | PIRATEN | 1,9              | 1,0               |
| Ralf Michalowsky         | LINKE   | 5,3              | 4,5               |
| Marco Gräber             | AfD     | 9,0              | 10,9              |
| Übrige                   | Übrige  | 0,3              | 4,0               |

Der Wahlkreis wurde im Landtag durch den direkt gewählten Wahlkreisabgeordneten Michael Hübner (SPD) vertreten, der das Mandat ab 2010 innehatte.

## Landtagswahl 2022
Wahlberechtigt waren 93.570 Einwohner.
| Direktkandidat           | Partei  | Erststimmen in % | Zweitstimmen in % |
| ------------------------ | ------- | ---------------- | ----------------- |
| Michael Hübner           | SPD     | 40,7             | 36,7              |
| Martin Lange             | CDU     | 33,0             | 29,4              |
| Elke-Marita Stuckel-Lotz | GRÜNE   | 2,9              | 3,7               |
| Christine Dohmann        | FDP     | 6,9              | 9,9               |
| Thomas Weijers           | PIRATEN | 1,9              | 1,0               |
| Ralf Michalowsky         | LINKE   | 5,3              | 4,5               |
| Marco Gräber             | AfD     | 9,0              | 10,9              |
| Übrige                   | Übrige  | 0,3              | 4,0               |

Der Wahlkreis wurde im Landtag durch den direkt gewählten Wahlkreisabgeordneten Michael Hübner (SPD) vertreten, der das Mandat ab 2010 innehatte.

## Landtagswahl 2012
Wahlberechtigt waren 95.519 Einwohner.
| Direktkandidat      | Partei  | Erststimmen in % | Zweitstimmen in % |
| ------------------- | ------- | ---------------- | ----------------- |
| Andreas Wilmes      | CDU     | 26,0             | 21,6              |
| Michael Hübner      | SPD     | 51,2             | 48,0              |
| Anna-Susanne Fraund | GRÜNE   | 6,2              | 7,8               |
| Christine Dohmann   | FDP     | 3,3              | 5,9               |
| Ralf Michalowsky    | LINKE   | 3,7              | 3,1               |
| Thomas Weijers      | PIRATEN | 8,4              | 8,0               |
| Frank Bresonik      | FAMILIE | 1,3              | 0,7               |

## Landtagswahl 2010
Wahlberechtigt waren 95.829 Einwohner.
| Direktkandidat   | Partei    | Erststimmen in % | Zweitstimmen in % |
| ---------------- | --------- | ---------------- | ----------------- |
| Michael Dahmen   | CDU       | 31,4             | 28,6              |
| Michael Hübner   | SPD       | 49,3             | 44,1              |
| Andreas Kemna    | GRÜNE     | 6,2              | 8,1               |
| Sascha Krinke    | FDP       | 3,7              | 4,9               |
| Ralf Michalowsky | Die Linke | 7,4              | 6,8               |
| Frank Bresonik   | FAMILIE   | 1,9              | 0,7               |
| -                | Sonstige  | -                | 6,5               |

## Landtagswahl 2005
Wahlberechtigt waren 96.340 Einwohner.
| Direktkandidat     | Partei        | Stimmen in % |
| ------------------ | ------------- | ------------ |
| Wolfgang Röken     | SPD           | 46,0         |
| Michael Dahmen     | CDU           | 37,0         |
| Christine Dohmann  | FDP           | 4,1          |
| Bernd Lehmann      | GRÜNE         | 3,7          |
| Michael Schwarz    | REP           | 1,0          |
| Günter Nagel       | PDS           | 1,1          |
| Dieter Plantenberg | UNABH. BÜRGER | 0,7          |
| Frank Bresonik     | Tierschutz    | 1,2          |
| Frank Baumann      | BüSo          | 0,2          |
| Marvin Hüning      | NPD           | 1,2          |
| Martin Droßbach    | ödp           | 0,1          |
| Ralf Michalowsky   | WASG          | 3,6          |

## Landtagswahl 2000
Wahlberechtigt waren 76.130 Einwohner.
| Direktkandidat     | Partei        | Stimmen in % |
| ------------------ | ------------- | ------------ |
| Wolfgang Röken     | SPD           | 52,7         |
| Michael Dahmen     | CDU           | 31,2         |
| Mario Herrmann     | GRÜNE         | 4,6          |
| Michael Tack       | FDP           | 8,0          |
| Susanne Schregel   | PDS           | 1,2          |
| Wolfgang Meinhardt | UNABH. BÜRGER | 1,3          |
| Übrige             |               | 1,0          |

## Wahlkreissieger
| Jahr | Wahlkreisname         | Gebiet                                 | Direktmandat      | Partei |
| ---- | --------------------- | -------------------------------------- | ----------------- | ------ |
| 1947 | 94 Gladbeck           | Kreisfreie Stadt Gladbeck              | Wilhelm Olejnik   | SPD    |
| 1950 | 94 Gladbeck           | Kreisfreie Stadt Gladbeck              | Wilhelm Olejnik   | SPD    |
| 1954 | 94 Gladbeck           | Kreisfreie Stadt Gladbeck              | Wilhelm Olejnik   | SPD    |
| 1958 | 94 Gladbeck           | Kreisfreie Stadt Gladbeck              | Wilhelm Olejnik   | SPD    |
| 1962 | 94 Gladbeck           | Kreisfreie Stadt Gladbeck              | Günter Kalinowski | SPD    |
| 1966 | 97 Gladbeck           | Kreisfreie Stadt Gladbeck              | Günter Kalinowski | SPD    |
| 1970 | 97 Gladbeck           | Kreisfreie Stadt Gladbeck              | Günter Kalinowski | SPD    |
| 1975 | 97 Gladbeck           | Kreisfreie Stadt Gladbeck              | Manfred Braun     | SPD    |
| 1980 | 86 Recklinghausen VI  | Gladbeck                               | Manfred Braun     | SPD    |
| 1985 | 86 Recklinghausen VI  | Gladbeck                               | Manfred Braun     | SPD    |
| 1990 | 86 Recklinghausen VI  | Gladbeck                               | Manfred Braun     | SPD    |
| 1995 | 86 Recklinghausen VI  | Gladbeck                               | Wolfgang Röken    | SPD    |
| 2000 | 85 Recklinghausen V   | Gladbeck, Dorsten (teilweise)          | Wolfgang Röken    | SPD    |
| 2005 | 71 Recklinghausen III | Gladbeck, Dorsten (teilweise)          | Wolfgang Röken    | SPD    |
| 2010 | 71 Recklinghausen III | Gladbeck, Dorsten (teilweise)          | Michael Hübner    | SPD    |
| 2012 | 71 Recklinghausen III | Gladbeck, Dorsten (teilweise)          | Michael Hübner    | SPD    |
| 2017 | 71 Recklinghausen III | Gladbeck, Dorsten (teilweise)          | Michael Hübner    | SPD    |
| 2022 | 71 Recklinghausen III | Ahsen, Dorsten, Haltern am See, Polsum | Josef Hovenjürgen | CDU    |